# Atol das Rocas
De Atol das Rocas is een atol in de Atlantische Oceaan en valt onder de Braziliaanse deelstaat Rio Grande do Norte. De atol is ontstaan door vulkanische uitbarstingen en bestaat uit twee eilanden met daar omheen een lagune. Het ligt 260 kilometer ten noordoosten uit de kust bij Natal en 145 ten noordwesten van de archipel Fernando de Noronha.
Atol das Rocas is 3,7 km lang en 2,5 km breed. De oppervlakte van de lagune is 7,1 vierkante kilometer en heeft een maximale diepte van zes meter. De eilanden, Farol Bay en Cemitério Island, op het atol zijn onbewoond en nemen 0,36 vierkante kilometer van het gebied in. Het hoogste punt is een zandduin van circa zes meter hoog. De eilanden zijn grotendeels begroeid met grassen. Op het atol komen diverse dieren voor.
In 1933 is op Farol Bay een vuurtoren gebouwd. In de jaren 60 van de twintigste eeuw is deze door de Braziliaanse marine vervangen.
Onder de naam Braziliaanse Atlantische eilanden: Fernando de Noronha en Atol das Rocas vond in 2001 inschrijving op de Werelderfgoedlijst van UNESCO plaats.

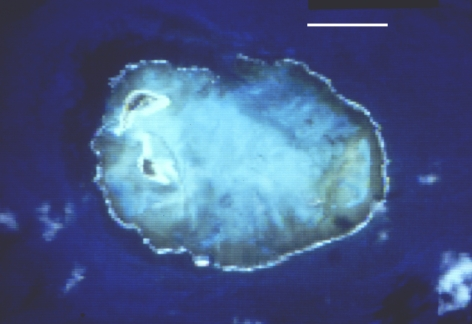
Satellietfoto

Historisch centrum van Ouro Preto ·
Historisch centrum van Olinda ·
Jezuïetenmissies van de Guaraní (São Miguel das Missões) ·
Historisch centrum van Salvador da Bahia ·
Heiligdom van Bom Jesus do Congonhas ·
Nationaal park Iguaçu ·
Brasilia ·
Nationaal park Serra da Capivara ·
Historisch centrum van São Luís ·
Zuidoostelijke Atlantische woudreservaten ·
Woudreservaten van de Costa do Descobrimento ·
Historisch centrum van Diamantina ·
Beschermd Centraal-Amazonegebied ·
Pantanal ·
Braziliaanse Atlantische eilanden: Fernando de Noronha en Atol das Rocas ·
Beschermde gebieden van de cerrado: Nationaal park Chapada dos Veadeiros en Nationaal park Emas ·
Historisch centrum van Goiás ·
São Franciscoplein in de stad São Cristóvão ·
Rio de Janeiro: Cariocalandschappen tussen de bergen en de zee ·
Modern ensemble van Pampulha ·
Archeologische site van de Valongokaai ·
Paraty en Ilha Grande - cultuur en biodiversiteit ·
Sítio Roberto Burle Marx ·
Nationaal park Lençóis Maranhenses
- Library of Congress Control Number: no2015024032
- Virtual International Authority File: 314906727